# 聖菲 (奧科特佩克省)
聖菲（西班牙語：Santa Fe），是洪都拉斯的城鎮，位於該國西部，由奧科特佩克省負責管轄，始建於1887年，面積64.7平方公里，海拔高度819米，2001年人口3,679，人口密度每平方公里56.86人。
14°31′N 89°14′W / 14.517°N 89.233°W